# Helge Löfquist
Karl Helge Sigfrid Löfquist, född 28 november 1896 i Norbergs församling, Västmanlands län, död 12 september 1960 i Filipstads församling, Värmlands län, var en svensk metallurg.
Helge Löfquist var son till kyrkoherden Johan Henrik Löfquist. Han avlade studentexamen i Falun 1915, utexaminerades som bergsingenjör från Tekniska högskolan 1924 och bedrev specialstudier vid Handelshögskolan i Stockholm 1922–1924. Han hade 1926–1939 anställning som forskningsingenjör vid Jernkontorets tekniska forskningsverksamhet, vid Metallografiska institutet och hos professor Carl Benedicks. Löfquist var 1930–1931 även tillförordnad förste metallograf vid Metallografiska institutet. Samtidigt var han verksam som konsulterande ingenjör, innan han 1940 utnämndes till lektor i metallurgi vid Bergsskolan i Filipstad, men var från 1946 tjänstledig för att uppehålla professuren i metallurgi vid Finlands tekniska högskola i Helsingfors. Löfquist gjorde studieresor till Tyskland och 1929–1930 som Sverige-Amerikastiftelsens och Jernkontorets stipendiat till Storbritannien, Kanada och USA. 1933–1936 var han sekreterare i Svenska metallografförbundet. Som uppfinnare fick Löfquist patent på sina metoder för anrikning och för framställning av ferrolegeringar samt legerade tackjärn och stål. Han publicerade ett fyrtiotal metallografiska eller metallurgiska arbeten, bland vilka märks monografin Slagginneslutningar i järn och stål (1929, tillsammans med Carl Benedicks; på engelska 1930), Mikroskopiska studier över slagginneslutningar i järn och stål (Jernkontorets annaler 1933), Det stora Nordenskiöldska järnblocket från Ovifak: mikrostruktur och bildningssätt (Vetenskapliga akademiens handlingar 1941, tillsammans med Carl Benedicks), Manganbehovet inom stålindustrin och en ny metallurgisk anrikningsmetod (Jernkontorets annaler 1941) samt monografin Lättlegeringar (1945, tillsammans med Carl Benedicks). Av Vetenskapsakademien erhöll Löfquist Wallmarkska belöningen 1937.